# Круиз-контроль

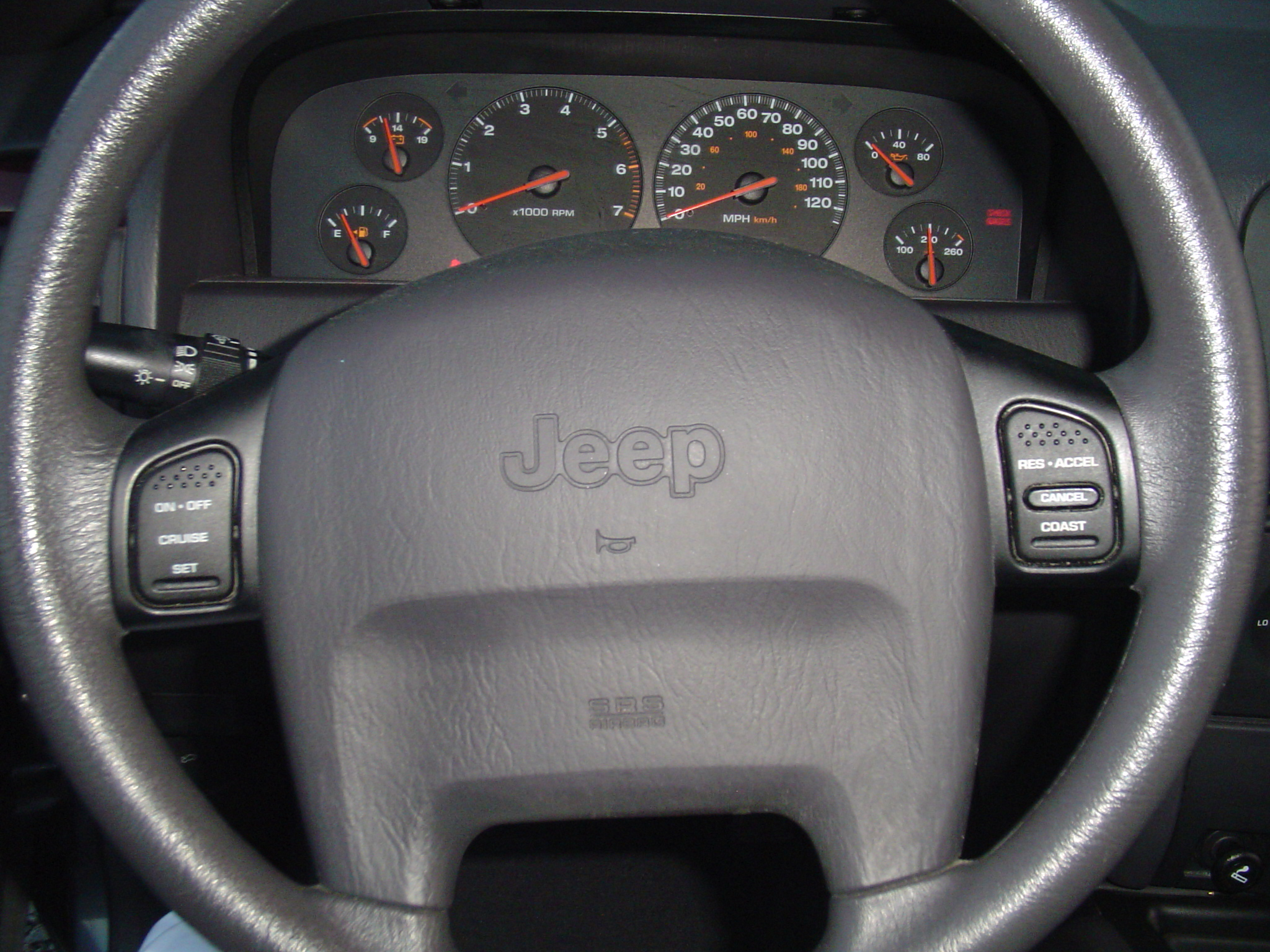
Руль Jeep Grand Cherokee 2000 года с установленными на него кнопками круиз-контроля

Круиз-контроль (САПС) (англ. Cruise control, нем. Tempomat, также встречается «автоспид» и «автодрайв») —
устройство, поддерживающее постоянную скорость автомобиля, автоматически прибавляя газ при снижении скорости движения и уменьшая при её увеличении, к примеру, на спусках, без участия водителя.
Удобен в дальних дорогах, когда утомительно удерживать на большом протяжении времени педаль газа в одном и том же положении.
Устанавливается на автомобили как с автоматической, так и с механической коробкой передач.
Впервые серийно стал устанавливаться в начале 1970-х гг. на американские машины, где и получил наибольшее распространение, что обусловлено большим количеством в США длинных автомагистралей, соединяющих пригороды мегаполисов.

Контрольная лампа работы круиз-контроля на приборной панели

## Конструкция
В простом случае под капотом имеется сервомотор, который посредством тяги или троса механически связан с сектором газа на карбюраторе или инжекторе. При движении автомобиля с определённой установившейся скоростью и постоянным углом наклона педали газа (а значит, и углом поворота сектора газа) водителем включается режим стабилизации, при этом электронный блок управления (ЭБУ) запоминает текущий угол поворота сектора газа. При падении скорости движения автомобиля электрический сигнал рассогласования, снимаемый с внешних датчиков движения (спидометра, КПП или ЭБУ трансмиссии, зависит от конструкции), приходит на ЭБУ круиз-контроля, который, в свою очередь, даёт команду на сервомотор, который начинает перемещать сектор (и педаль газа) на увеличение подачи топлива. В зависимости от сигнала рассогласования угол поворота сектора будет увеличиваться, пока скорость автомобиля не станет расти либо сектор не упрётся в ограничительный упор (при наличии на автомобиле автоматической КПП последняя ещё раньше автоматом перейдёт на пониженную передачу, что обусловлено заложенной в неё логикой работы). При достижении заданной скорости движения сервомотор останавливает перемещение сектора газа.
При увеличении скорости более заданной сервомотор отрабатывает на перемещение сектора газа в сторону уменьшения подачи топлива, вплоть до механического упора по холостому ходу, что вызовет торможение двигателем. В случае дальнейшего роста скорости водителю необходимо подтормаживать самому, так как круиз-контроль не имеет связи с тормозной системой автомобиля.
Данная система не предназначена для сложных условий движения и может безопасно включаться водителем только на пустых и прямых загородных трассах и шоссе только в равнинной местности, в иных условиях (горный серпантин или извилистая дорога, город, оживленная трасса) очень вероятно попадание в аварийную ситуацию. Для экстренного выключения круиз-контроля достаточно поставить ногу на педаль тормоза и немного её нажать, также дополнительно предусматриваются кнопки и рычаги быстрого отключения.

## История создания
Современный круиз-контроль (speedostat или tempomat) был изобретён в конце 1940-х — 1950-х годах в США. С 1965 года American Motors (AMC) предлагала недорогой блок управления скоростью для крупных автомобилей с автоматической коробкой передач.